# Михаил Ерьомин
Михаил Ерьомин е руски футболен вратар. Играл е за ЦСКА Москва и Спартак Москва. Бил е смятан за един от най-перспективните вратари на СССР в края на 80-те години.

## Кариера
Кариерата му започва през 1986 в ЦСКА Москва. След като „армейците“ изпадат в Първа лига, Константин Бесков го привлича в Спартак. Там обаче младокът е резерва на своят идол Ринат Дасаев и изиграва само няколко мача в дублиращия тим. През 1989 Михаил се връща в ЦСКА. Успява да измести от титулярното място опитния Юрий Шишкин. Ерьомин изиграва 22 мача и допуска само 11 попадения. ЦСКА убедително се завръщат във Висшата дивизия на СССР. През 1990 става европейски шампион за младежи с националния отбор на СССР, заменяйки на вратата контузеният Дмитрий Харин. На 29 август 1990 дебютира за мъжкия отбор на съюза в мач с Румъния. На клубно ниво също записва силен сезон като става вицешампион с ЦСКА. Последният му мач е финалът за купата на СССР, спечелен от „армейците“ с 3:2. На 30 юни 1991 Ерьомин загива в автомобилна катастрофа, на път за родния си Зеленоград.
В памет на вратаря се провежда ежегоден футболен турнир.